# Palais de los Fernández de Mesa
 (octobre 2019).
Le palais de los Fernández de Mesa, connu aussi sous le nom de palacio de las Quemadas, est un palais de Cordoue (Espagne). Bâti au XVIIe siècle, il a été légèrement remanié à la fin du XXe siècle pour l'adapter à son utilisation par l'École supérieure d'art dramatique et de danse. Ce manoir a été la résidence de la famille Fernández de Mesa et des comtes de las Quemadas.

## Architecture
De style baroque, l'édifice comporte un imposant porche en pierre. La cour principale est de plan trapézoïdal avec deux galeries de colonnes.